# Actinodontium integrifolium
Actinodontium integrifolium är en bladmossart som beskrevs av Churchill in W. R. Buck 1998. Actinodontium integrifolium ingår i släktet Actinodontium och familjen Daltoniaceae. Inga underarter finns listade i Catalogue of Life.